# 七海有希
七海 有希（ななみ ゆぅき、本名非公表、1987年3月14日 - ）は、日本の女性シンガーソングライターである。血液型はA型。
2004年から2011年までは有希という芸名を使用していた。

## 来歴
埼玉県川口市出身。2004年に埼玉県さいたま市でストリートライブをスタートしたシンガーソングライター。その後秋葉原へと拠点を移し、2007年からは定期的なワンマンライブを行い、その他多くのイベント出演を重ねてきた。
2008年よりヨーロッパ（主にフランス、ドイツ）でのイベント出演を定期的に行い、2010年4月にはヴォーカルデュオJelly Beansとして、コンサートツアー（パリ・フランクフルト・デュッセルドルフ）を行なった（Jelly Beansとしての活動は、Jelly Beansの項目を参照のこと）。
2009年8月発売の1stアルバム『LIFE』をリリース。初のホールコンサートを同年9月6日に九段会館で行なった。
2011年まで「有希」という名前で活動していたが、名前をより検索しやすくするため、また海外で活動することによってもっと名前に意味をつけたいと思ったことから、「七つの海を越えて、世界中に歌を届けたい」という意味の「七海」という名字をつけて、「七海有希」に芸名を変更した。
2015年3月15日から、ソロ活動と平行して、YUUKI&JOKERSというガールズバンドも開始。
2016年、埼玉県川口市のご当地キャラきゅぽらんのテーマソングの公募に、自ら作詞作曲し、応募した「きゅぽらんのうた」が採用された。同年7月2日に川口市の地蔵院境内で開催された「日光御成道鳩ヶ谷宿夏の陣　朝顔・ほおずき市」にて披露された。

## ディスコグラフィ

### シングル
1. Go Way〜未来への切符〜
（CS-GyaO『私立PicoPico学園』エンディングテーマ）2007年11月1日発売
c/w 教えて！my teacher、初恋
2. FREE bird
2008年3月14日発売
c/w It's my blood、空
3. ロケットダッシュ
（女子高生格闘SFドラマ『ビットバレット』オープニングテーマ）2008年12月3日発売
c/w こころに咲く花、distance
4. 風
（誉田進学塾CMソング）2009年4月1日発売
c/w 桜舞い散る頃
5. 旅人の唄
2009年7月8日発売
c/w 向日葵、Wonderland

七海有希 名義
1. 愛のある場所
2012年3月4日発売
c/w リアル、prayer-かすかな願い-
2. スタートライン
2013年10月26日発売
c/w キミに届け、ジレンマ
3. この場所から
2014年11月2日発売
c/w Yell、恋のParade

### アルバム
1. ゆぅきのうた
（1st Mini Album）2007年4月21日発売
  1. アキバでHAPPY!
  2. 絶☆対☆的
  3. ETERNAL GROUND
  4. 生きて
  5. 一輪の花
2. BLUE SPIRAL
（2nd Mini Album）2008年12月22日発売
  1. 月ノカケラ
  2. STAR BURST-はじまりの詩-
  3. venus
  4. No.1☆star
  5. ロケットダッシュ
  6. 星空ダイビング
  7. steller
3. LIFE
（1st Full Album）2009年8月5日発売
  1. 旅人の唄
  2. Wonderland
  3. 晴れのち雨
  4. 風
  5. MOTHER EARTH
  6. heavenly blue
  7. ANGEL
  8. Paper moon
  9. PURPLE RAIN PURPLE HAZE
  10. Daydreamers
  11. 手紙
  12. LIFE

七海有希 名義
1. Log
（自主制作1stアコースティックmini album）2014年3月16日発売
  1. 未来への希望
  2. ゆらり ふわり
  3. 野菜の歌
  4. 存在価値
  5. 一輪の花-アコースティックVer-
  6. 記憶の中の記録

### コンピレーション
1. ナツウタ　〜夏のある日の歌日記〜
（fall in love 収録）2007年6月発売
2. アキバイブル〜第1章〜
（your smile 収録）2007年10月19日発売 / ASCM-1001 / キャンディー・リップ・レコード
3. 雪降る歌2 〜恋する君の冬物語〜
（hear my dream 収録）2007年11月発売
4. アキバイブル〜第2章〜
（believe 収録）2008年2月8日発売 / ASCM-1002 / キャンディー・リップ・レコード

### DVD他
1. DVD Clip-1
（Go Way〜未来への切符〜、FREE bird PVを収録）2008年12月23日発売

## 出演

### 海外イベント
- 第4回Chibi Japan Expo（2010年10月29日 - 31日、パリ郊外モントルイユ）
- 第3回Japan Expo Sud（2011年2月25日 - 27日、マルセイユ）
- 第1回Japan Expo Centre（2011年10月29日 - 30日、オルレアン）

### ラジオ

#### パーソナリティ
- 産経ZAKZAK WEBラジオ「有希のRadio Wonderland」（2009年2月6日 - 2010年3月）
- 産経ZAKZAK WEBラジオ「アキバイブルラジオ」（2008年2月8日 - 2009年1月30日）
- ラジオ関西「Jelly BeansのColorful Mix」（2009年4月9日 - 2009年10月1日）
- FM Kawaguchi「サウンドカフェ」（2017年1月 - ） ※火曜日担当

#### ゲスト出演
- ラジオ大阪「妄想ポンバシ系」（2007年7月13日）
- NHKさいたま放送局「ウィークエンドカフェ」（2007年12月14日）
- Little Nonのレッツゴーハッピー（秋葉原万歳編第105回、のぞみのみ第05回）
- FMやまと「つちやRYU’S BAR」（2007年11月8日、2009年2月4日、2012年2月25日）
- 文化放送デジタルラジオUNIQue the RADIO「Live for Life」（2009年7月17日）
- 文化放送「太田英明とCOONのP!ck Up ★ STATION」（2009年7月29日）
- 文化放送「リッスン? 〜Live 4 Life〜」（2009年11月25日）
- エフエム戸塚「徳丸友紀のサンシャインBreeze」（2012年3月1日）

### テレビ
- アキバン!バン!バン!（2007年12月10日 - 2009年12月28日、千葉テレビ放送）
- 私立PicoPico学園（2007年10月1日 - 2008年1月31日、CS GyaO）
- 屍姫 赫 第9話（2008年11月、BS11・AT-X） - 恵美 役 ※声の出演

### 書籍
- アキバのディープな歩き方（紹介記事掲載）
- 秋葉原最新スーパーカタログ2006（インタビュー掲載）
- CDジャーナル 2007年7月号（レビュー掲載）1stミニアルバム“ゆぅきのうた”
- CDジャーナル 2007年11月号（レビュー掲載）1stシングル“Go way〜未来への切符〜”
- 週刊アスキー 秋葉原限定版（紹介記事掲載）
- THE声優マガジン「VOICHA! Vol.9」（2010年3月10日）

### その他
- 携帯サイト「アニ☆ロコ」週間ランキング5週連続1位（1stミニアルバム“ゆぅきのうた”）
- 携帯サイト「アニ☆ロコ」月間ランキング1位「一輪の花」（1stミニアルバム“ゆぅきのうた”）
- 「誉田進学塾」 TVCM出演（2009年7月）